# Neoplocaederus caroli
Neoplocaederus caroli là một loài bọ cánh cứng trong họ Cerambycidae.